# 神聖救主
神聖救主，又譯神聖救世主預許救主上帝救主贖世主等，是教宗庇護十一世於1937年3月19日頒布的反共通諭。庇護十一世在此道通諭中系統分析並嚴厲譴責无神论共产主义的威脅，呼籲天主教徒團結捍衛基督文化，建設正義社會。

## 內容
神聖救主是庇護十一世發表极度关切通諭批評德國納粹政權不久以後，因憂慮共產主義擴散及其綏靖策略影響而刊發的又一道通諭，兩者相距不到一週:356:171—173；神聖救主也是歷來教宗措辭最為嚴厲的一道反共通諭:470。此道通諭除引言「共產主義對基督文化的威脅」外，共分為「教會對共產主義的態度」、「共產主義思想及其發展與惡果」、「正大光明的公教教義」、「補救辦法」及「公教社會運動」等5章，以天主教角度系統闡述共產主義的本質、教會對共產主義的態度及應對方法。
庇護十一世首先明指「無神論布爾什維克共產主義」對基督文化的威脅，重申歷任教宗對於共產主義的譴責，分析共產主義思想得以風行的原因（包含自由主义之助長），與其唯物論反宗教「邪說」違背人性及天主教理念之處；數落共產黨人在蘇聯、墨西哥、西班牙等地迫害神職人員及信徒的教難，乃至於他們奴役統治民族、以蘇聯為基地「赤化全世界」的企圖:§§ 1—24。
庇護十一世繼而對舉天主教教義與教會對於家庭、社會及經濟原則的解釋，駁斥「阶级斗争」與政府濫用權力的「恐怖政策」，強調天主賦予國家權力及個人權利之和諧分野，為教會過往履行改革教理的努力（如支持勞工運動等）辯護:§§ 25—39。據此，庇護十一世號召信徒依循福音端正生活，「輕看世物」、「潛修愛德」，實踐社會正義，並辨清共產主義「邪惡無比」的本質，警惕共產黨人「虛妄與詭譎」的陰謀偽裝:§§ 40—63。
其後，他又提醒普世司鐸照顧貧苦民眾、革除貪財偏習，期待公教进行会組織負起參與現實局勢的責任，向天主教勞工致意並予以勉勵，更呼籲一切信仰天主者團結起來，抵制反神论「黑暗勢力」；希冀國家執政者與教會合作，制止「萬惡的無神論」滲透社會，除關照國民生活需要外，且維持自身的智慧與廉潔，同時允許教會自由行使職權:§§ 64—85。最後，他則盼望誤入歧途者改邪歸正，並祈求教會「對抗共產主義及其無神論的運動」為主保聖若瑟所庇蔭:§§ 86—90。